# Les roses de Saâdi
Les roses de Saâdi est un poème de Marceline Desbordes-Valmore, salué comme le plus célèbre et un des plus beaux,,. Il apparaît pour la première fois dans un recueil posthume, les Poésies inédites en 1860 (éditeur Gustave Révilliod)

## Le poème
J'ai voulu ce matin te rapporter des roses ;

Mais j'en avais tant pris dans mes ceintures closes

Que les nœuds trop serrés n'ont pu les contenir.

Les nœuds ont éclaté. Les roses envolées

Dans le vent, à la mer s'en sont toutes allées. 

Elles ont suivi l'eau pour ne plus revenir ;

La vague en a paru rouge et comme enflammée. 

Ce soir, ma robe encore en est tout embaumée...

Respires-en sur moi l'odorant souvenir.

## Genèse
Une des historiettes de l'introduction et quelques vers du Jardin de roses (ou Golestan), du poète persan Saadi ont inspiré Marceline Desbordes-Valmore, qui disait adorer ce poète.
Un certain sage avait enfoncé sa tête dans le collet de la contemplation, et était submergé dans la mer de l'intuition. Lorsqu'il sortit de cette extase, un de ses compagnons lui dit, par manière de plaisanterie : « De ce jardin où tu étais, quel don nous as-tu apporté? » Il répondit : « J'avais dans l'esprit que quand j'arriverais au rosier, je remplirais de roses le pan de ma robe, pour en faire un présent à mes camarades. Lorsque je fus arrivé, l'odeur des roses m'enivra tellement, que le pan de ma robe m'échappa de la main.
Je n'étais, me répondit-elle, qu'une argile sans valeur, mais j'ai demeuré quelque temps avec la rose, et le mérite de ma compagne a laissé des traces en moi ; sans cela je serais toujours ce que j'étais d'abord.
À peine eus-je proféré ces paroles, qu'il jeta les roses du pan de sa robe.
Yves Bonnefoy évoque les roses du jardin de Douai, ville natale de la poétesse ; ainsi que la traversée de l'Atlantique ; la jeune Marceline revenait seule des Antilles après la mort de sa mère, et le navire essuya une forte tempête.
La source d’inspiration de Marceline Desbordes-Valmore dans Les Roses de Saadi fut son amour ardent pour un homme dont elle n’a jamais voulu parler.  Shoja’od Din Shafâ

## Critique et postérité
Critiques de poètes
- Georges Rodenbach ...corriger de nouveaux vers, ceux qui ont constitué les poésies posthumes et contiennent ses chefs-d'œuvre Jours d'Orient, la Couronne effeuillée, les Roses de Saadi.[6]

Citations
- Guillaume Apollinaire Il songe aux roses de Saadi. Dans le poème Fête (recueil calligramme) le poète pensait-il à la poète de Douai ou à celui d'Hafez ? “rose éclatement” ; "parfum nocturne" sont dans la ligne de Marceline Desbordes-Valmore[7]

Mise en musique par :
- Pauline Viardot, 1864[8]
- Joseph Boulnois, 1915
- Marguerite Canal 1921[9]
- G. de Chamberet, 1920 partition en ligne sur Gallica
- Marc Delmas, 1913 partition en ligne sur Gallica
- André Dulaurens, 1912 partition en ligne sur Gallica
- Lola Phinney, 1909 partition en ligne sur Gallica
- "les Hurleurs" (groupe de rock alternatif français) sur leur album Bazar en 2000.